# 강화 갑곶돈
강화 갑곶돈(江華 甲串墩)는 인천광역시 강화군 강화읍에 있는 조선시대의 돈대이다. 1984년 8월 13일 대한민국의 사적 제306호 갑곶돈으로 지정되었으나, 2011년 강화 갑곶돈으로 변경되었다.

## 개요
돈대는 작은 규모의 보루를 만들고 대포를 배치하여 지키는 곳이다.
갑곶돈대는 고려가 1232년부터 1270년까지 도읍을 강화도로 옮겨 몽고와의 전쟁에서 강화해협을 지키던 중요한 요새로, 대포 8문이 배치된 포대이다.
삼국시대 강화를 갑비고차(甲比古次)라 부른데서 갑곶이라 이름이 전해오는 것으로 보기도 하고, 고려 때 몽고군이 이곳을 건너려고 하다 뜻을 이루지 못하고 안타까워하며 ‘우리 군사들이 갑옷만 벗어서 바다를 메워도 건너갈 수 있을 텐데’라 한탄했다는 말에서 유래했다는 전설도 있다.
조선 1644년 강화의 요충지마다 군대 주둔지를 설치할 때, 제물진에 소속된 돈대로서 1679년에 완성되었다. 고종 3년(1866) 9월 병인양요 때 프랑스의 극동함대가 600여명의 병력을 이끌고 이곳으로 상륙하여 강화성과 문수산성을 점령하였다. 그러나 10월에 정족산성에서 프랑스군은 양헌수 장군의 부대에게 패하여 달아났다.
1977년에 옛터에 새로이 옛모습을 되살려 보수, 복원이 이루어졌다. 지금 돈대 안에 전시된 대포는 조선시대 것으로 바다를 통해 침입하는 왜적의 선박을 포격하던 것이다.

## 참고 문헌
- 인천광역시, 2003,『文化遺蹟分布地圖』-仁川廣域市 江華郡
- 경기남부와 남한강, 돌베개. 2000『한국문화유산답사기』

## 참고 자료
- 강화 갑곶돈 - 국가유산청 국가유산포털